# Cratere Marhaus
Marhaus è un cratere sulla superficie di Mimas.